# Nostitz (Weißenberg)
Nostitz, sorbisch Nosaćicyⓘ, ist ein Dorf in der Oberlausitz mit etwa 180 Einwohnern. Es liegt im Landkreis Bautzen in Sachsen und ist ein Ortsteil der Stadt Weißenberg. Es gehört zum offiziellen sorbischen Siedlungsgebiet in Sachsen.

## Lage
Nostitz liegt linksseitig des Löbauer Wassers zwischen Löbau und Weißenberg, 5 km südlich von letztgenannter Stadt. Im Südosten grenzt es an Trauschwitz, im Nordwesten liegt der 264 m hohe Strohmberg und im Westen der 237 m hohe Monumentsbusch.

## Geschichte

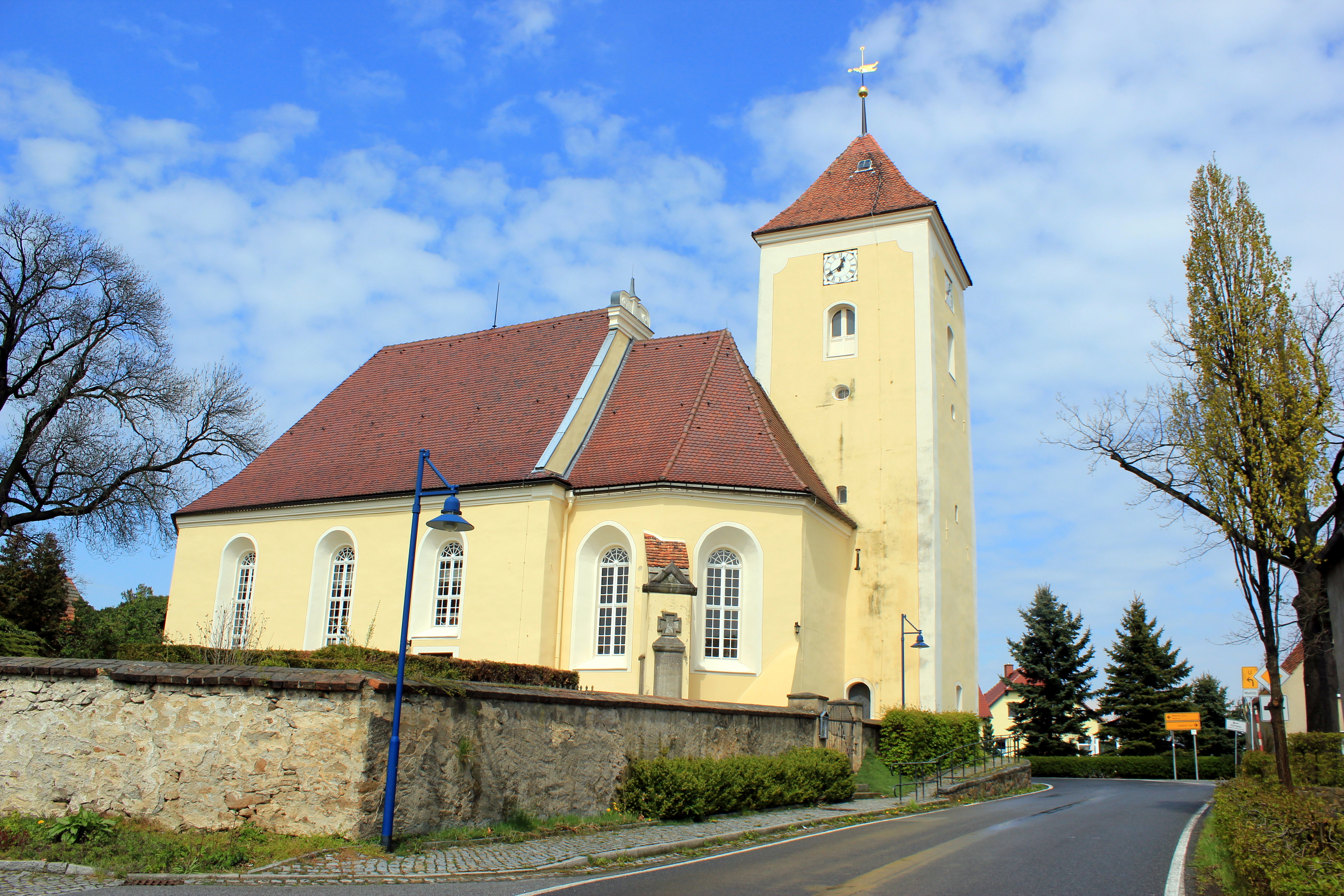
Kirche auf dem Areal einer alten Burg

Die erste urkundliche Erwähnung von Nostitz stammt aus dem Jahre 1280, der Ursprung des Dorfes ist sorbisch. Zu dieser Zeit war der Ort Herrschaftssitz des Lausitzer Uradelsgeschlechts von Nostitz, die jedoch schon 1439 ihren Stammsitz auf der Burg Kittlitz aufgaben. Der Zinken (Nossotez) im Wappen der Nostitzer weist auf ihre Herkunft hin. Von den von Nostitz kauften die Herren von Baudissin auf Niederkaina die Grundherrschaft. Von ihren Nachfolgern, denen von Bellwitz, ging der Besitz 1541 an die Lausitzer Linie derer von Gersdorff über, die ihn bis 1638 hielten.
Nostitz war von jeher nach Kittlitz gepfarrt und im Dorf befand sich eine kleine Wallfahrtskapelle, die der Heiligen Veronika geweiht war. Nach der Reformation erhoben die Grundherren von Gersdorff 1587 die Kapelle zur Pfarrkirche, doch schon 1594 verließ der Pfarrer Georgius den Ort, weil ihn die kleine Gemeinde nicht ernähren konnte.

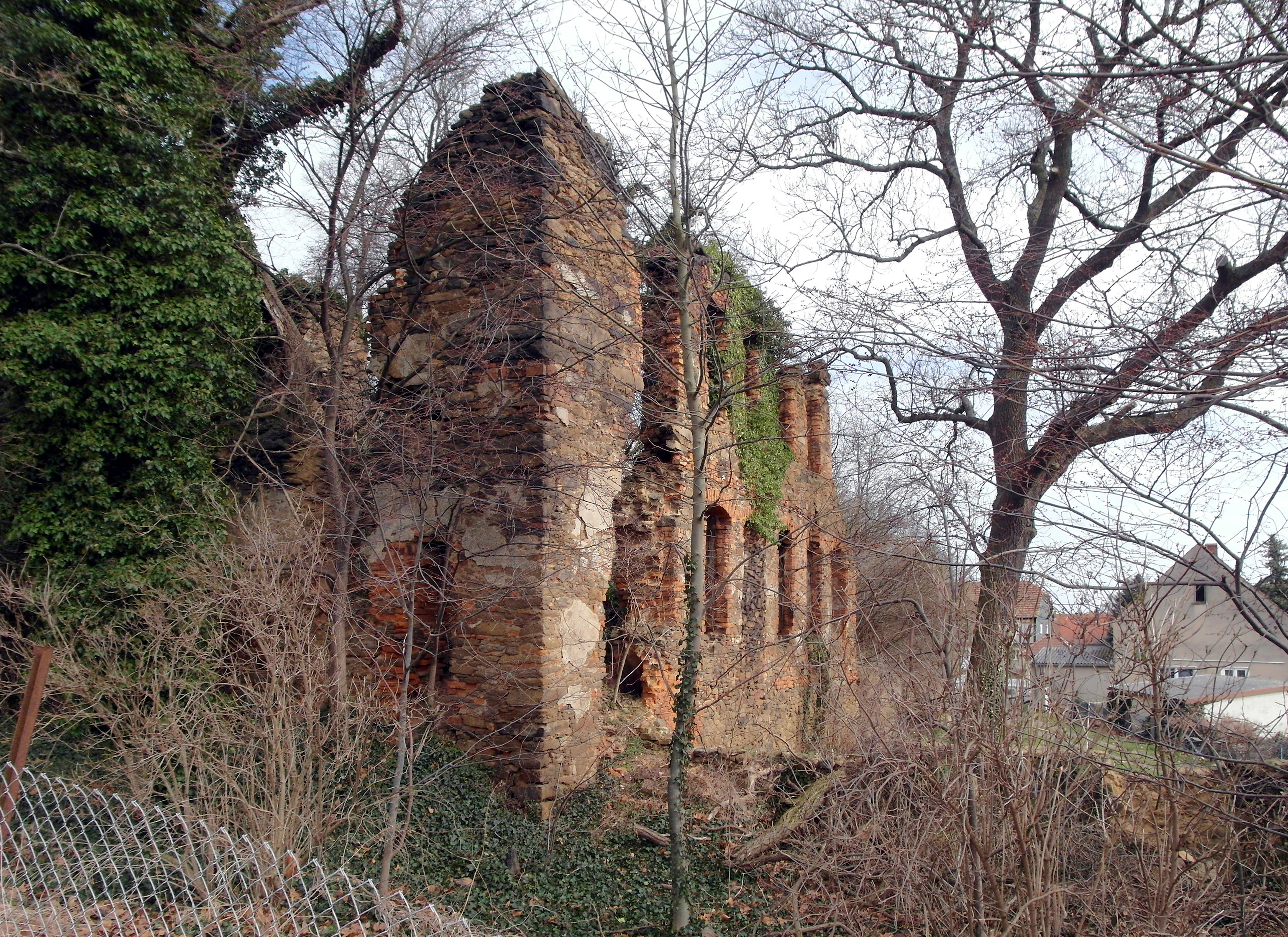
Schlossruine nach Brand von 1813

80 Jahre später ließ Joachim Ernst von Ziegler und Klipphausen die Kapelle durch einen Kirchenbau ersetzen, der am 24. Juni 1679 als Pfarrkirche geweiht wurde und zu dessen Kirchspiel auch die Orte Grube, Krappe, Spittel und Trauschwitz gehörten. Die von Ziegler und Klipphausen besaßen Nostitz von 1646 bis 1720. Im 16. und 17. Jahrhundert erfolgten Umbauten der Burganlage zu einem Schloss, das 1688 vollendet wurde. Besitzer aus der Oberlausitzer Linie (Linie Gröditz) der Ziegler und Klipphausen waren unter anderem Joachim Johann (1592–1630), Wolf Rudolf (1622–1685) und Karl Gottlob (1650–1715). Letzterer war Herr auf Obercunewalde und Nostitz und von 1705 bis zu seinem Tode am 14. Juli 1715 Kommandant auf der Festung Königstein.
Im 18. Jahrhundert wurde das Rittergut Nostitz an Johann Adolph Schmeiß von Ehrenpreiß (Ehrenpreisberg) verliehen. Nach neueren Erkenntnissen erwarb Carl Heinrich Marschall von Bieberstein am 17. März 1732 von den Erben des Vorgenannten für 49650 Taler das Gut Nostitz für drei Tage. Danach war der in Zittau geborene Johann Christian Edler von Lossa (1692–1754) Grundherr. Er war Kammer- und Bergrat, reiste mehrmals jährlich nach Freiberg, hielt sich oft in Dresden auf und hatte unter dem Turm auf dem Schlosshof Ebersbach (heute Ortsteil von Schöpstal) ein chemisches Laboratorium, nach einer anderen Quelle auch im Schlossturm von Nostitz. Von Lossa starb in Freiberg und wurde in der dortigen Petrikirche beigesetzt. In seinem Testament bedachte er unter anderem Kirchen und Arme in Nostitz, Ebersbach und Zittau, sowie invalide und arme Bergleute in Freiberg.
Die Familie von Breßler, 1709 zu Wien nobilitiert, erbte 1777 das Rittergut Nostitz. Nutznießer war Gottlieb Wilhelm Ritter von Breßler, 1792 in den Grafenstand erhoben, der auch das Lehngut Lauske (Weißenberg) bekam und es zu seinem Hauptsitz ausbaute. Im Dorf Nostitz lebten damals lediglich 8 Gärtner und 3 Häusler. 1791 brachen Bauernunruhen in Nostitz und Trauschwitz aus. 1812 kaufte Johanna Wilhelmine Gottliebe von Breßler das Schloss ihrem Vater ab. Während der Napoleonischen Kriege zogen am 10. September 1813 die französischen Truppen durch Nostitz und brandschatzten den Ort am nächsten Tage. Dabei brannten das Schloss und fünf Bauerngüter nieder. Auch in Trauschwitz wurden 15 Häuser samt dem Pfarrhaus angesteckt. Der unterdessen zum Sächsischen Geheimen Rat ernannte Gottlieb Wilhelm Graf von Breßler starb am 9. Dezember 1814 in Lauske und wurde am 17. Dezember in Nostitz beigesetzt.

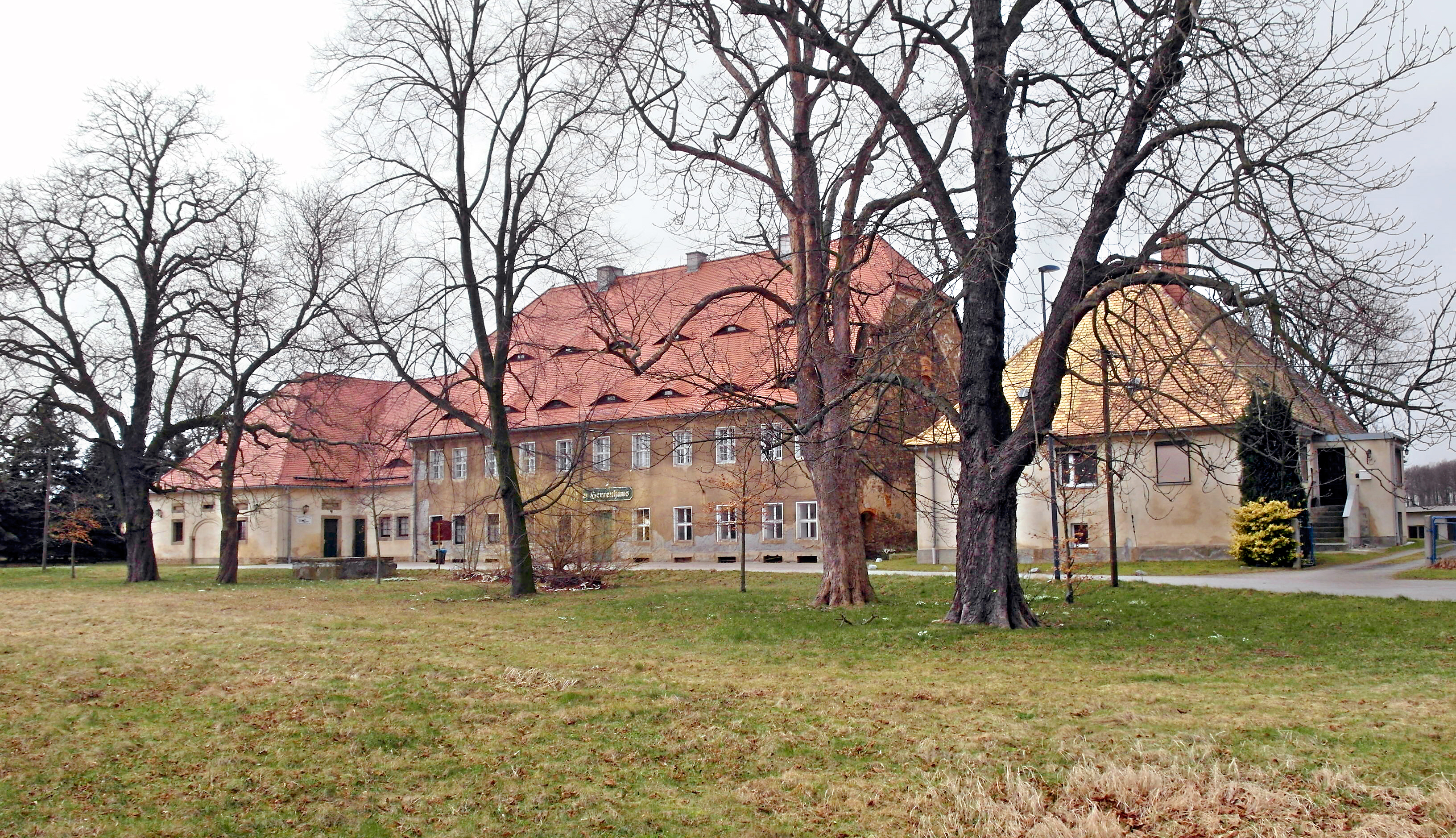
Rittergut Nostitz, Herrenhaus

Nach Kriegsende erfolgte am Dorfrand der Bau eines neuen Gutshofes in freimaurerischem Sinne als achteckiges Terrain mit Herrenhaus und Wirtschaftsgebäuden. Der Gutshof war von einem Park umgeben. Ab 1823 gehörte der Gutshof den Grafen von Reichenbach-Goschütz. Ab 1857 geht der Besitz in eine Familienstiftung ein, die Hans Wilhelm Carl Graf von Breßler (1801–1865) zufällt, dessen Ehefrau Emma eine geborene Gräfin Reichenbach-Goschütz war.
Im Jahre 1866 erfolgte ein Umbau und Erweiterung der Kirche für die beabsichtigte Einpfarrung von Maltitz, die aber nicht erfolgte. Die Bewohner von Nostitz, das zur Amtshauptmannschaft Löbau gehörte, waren vor allem Bauern, die die fruchtbaren Äcker der Umgebung bewirtschaften. 1869 wurde Spittel eingemeindet und 1871 hatte Nostitz 123 Einwohner.
1945 wurde der letzte Gutsbesitzer namens Krause enteignet, der die Ländereien 1930 erworben hatte.
Nach dem Zweiten Weltkrieg wurden auf dem Gutsgelände zahlreiche Neubauernhöfe angelegt und Vertriebene aus Schlesien angesiedelt. Dadurch erhöhte sich die Einwohnerzahl deutlich von 263 (1939) auf 516 (1946).
Der Gutshof diente zunächst als Maschinen-Ausleihstation, dann als Maschinen-Traktoren-Station, Reparatur-Traktoren-Station, aus der schließlich ein Kreisbetrieb für Landtechnik entstand. Auch das Gemeindeamt zog in das vormals herrschaftliche Anwesen ein. Nach 1950 wurden LPGs gegründet und die Bauern kollektiviert. In Trauschwitz entstand eine Milchviehanlage und eine Tabaktrockenanlage wurde dort ebenfalls erbaut.
Im Jahre 1952 wurde die Gemeinde Nostitz vom Kreis Löbau in den Kreis Bautzen umgegliedert. 1979 erfolgten Renovierungsarbeiten an der Kirche, mit den Arbeiten am Turm wurde 1992 die Sanierung des Bauwerkes vollendet.
Nach der politischen Wende wurde auf dem Gutshof die Straßenmeisterei Nostitz ansässig und die VLE-Verkehrsleiteinrichtung GmbH hat darin ebenfalls ihren Firmensitz. Die Gemeinde Nostitz, die seit 1991 der Verwaltungsgemeinschaft Weißenberg angehörte, wurde im Jahre 1994 in die Stadt Weißenberg eingemeindet. Zum Zeitpunkt der Eingemeindung lebten in Nostitz mit seinen drei Ortsteilen 348 Einwohnern.

## Bevölkerung und Sprache

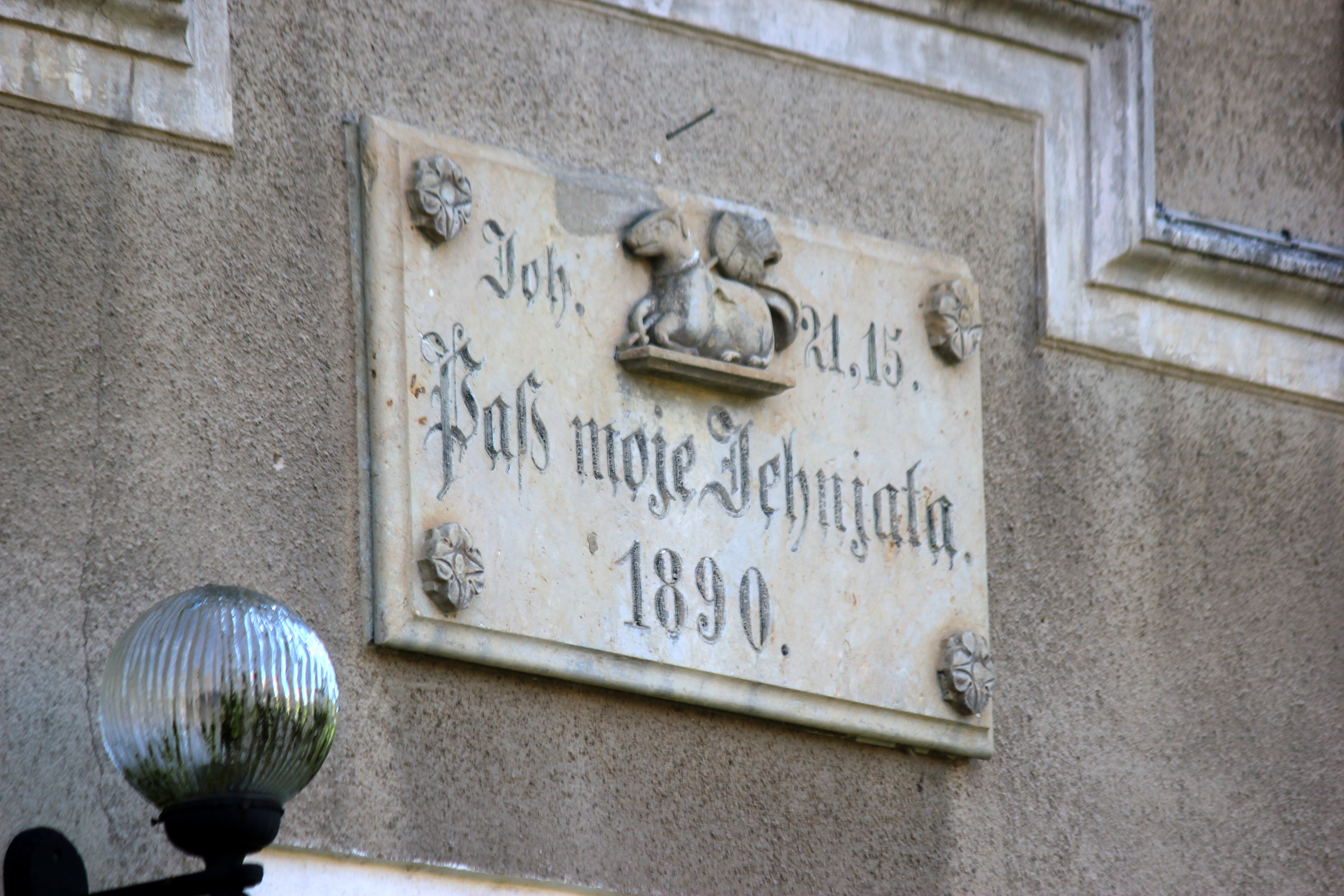
Sorbische Inschrift an der alten Schule in Trauschwitz

Für seine Statistik über die sorbische Bevölkerung in der Oberlausitz ermittelte Arnošt Muka in den achtziger Jahren des 19. Jahrhunderts eine Bevölkerungszahl von 107, darunter 70 Sorben (65 %) und 37 Deutsche. Nostitz lag damals bereits am äußersten Rand des sorbischen Sprachgebiets. Ernst Tschernik zählte 1956 einen sorbischsprachigen Bevölkerungsanteil von nur noch 12,8 %. Heute ist die Sprache aus dem Ortsalltag weitgehend verschwunden, jedoch finden sich noch einige sorbische Spuren, so eine Taufschale, ein Spendenkasten und eine Fahne mit sorbischer Aufschrift in der Kirche, mindestens zwei zweisprachige Grabsteine auf dem alten Friedhof und eine einsprachig sorbische Aufschrift an der alten Dorfschule im Ortsteil Trauschwitz.
Im Jahr 1991 weist das Verzeichnis des Statistischen Landesamtes des Freistaates Sachsen eine Einwohnerzahl von 342 aus.

## Ortsgliederung
Zu Nostitz gehören die Ortslagen Grube (Jama), Spittel (Špikały) und Trauschwitz (Trušecy). Erstere werden jedoch von der Stadt Weißenberg als separate Ortsteile gezählt.

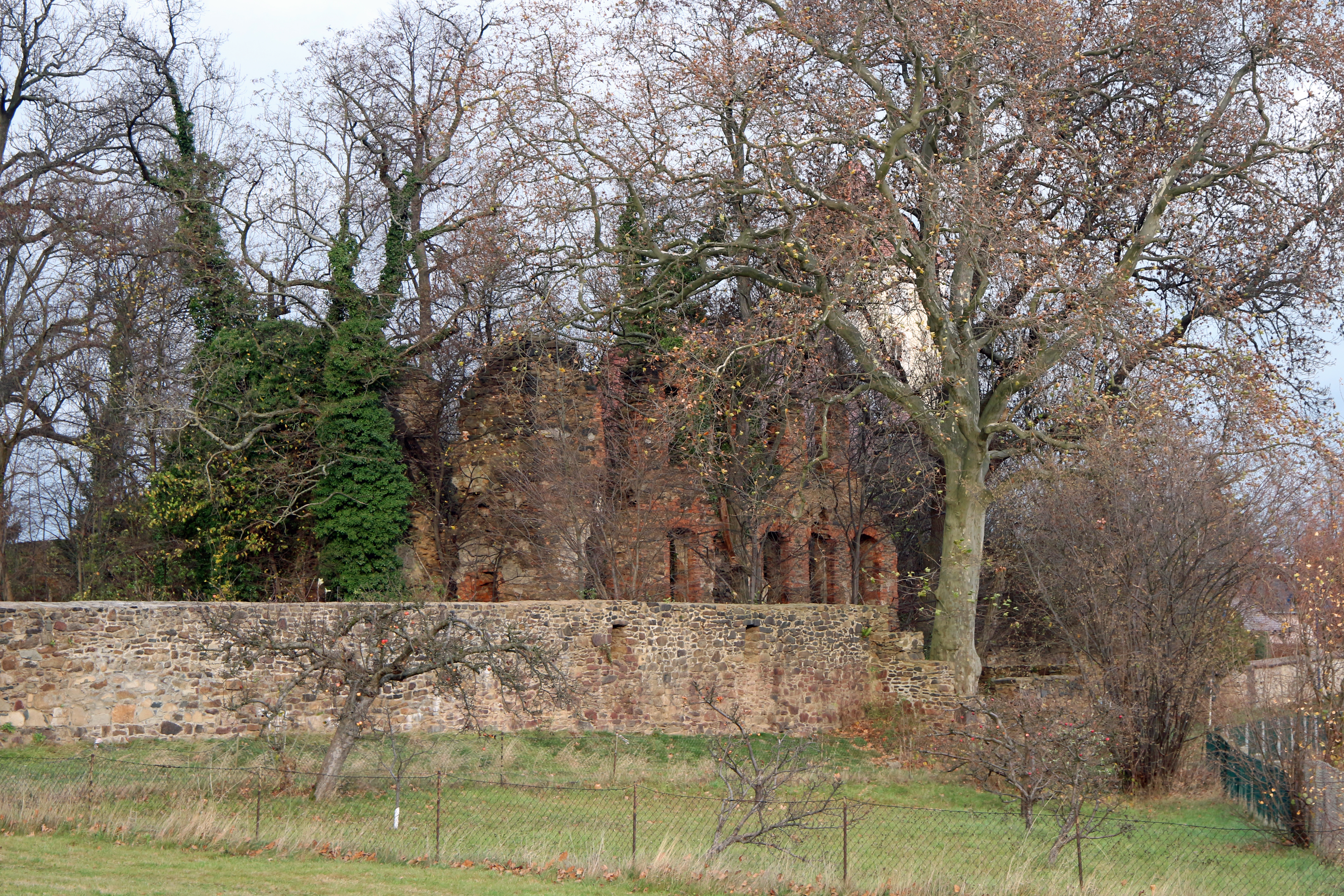
Schlossruine (im Hintergrund rechts: Kirchturm)

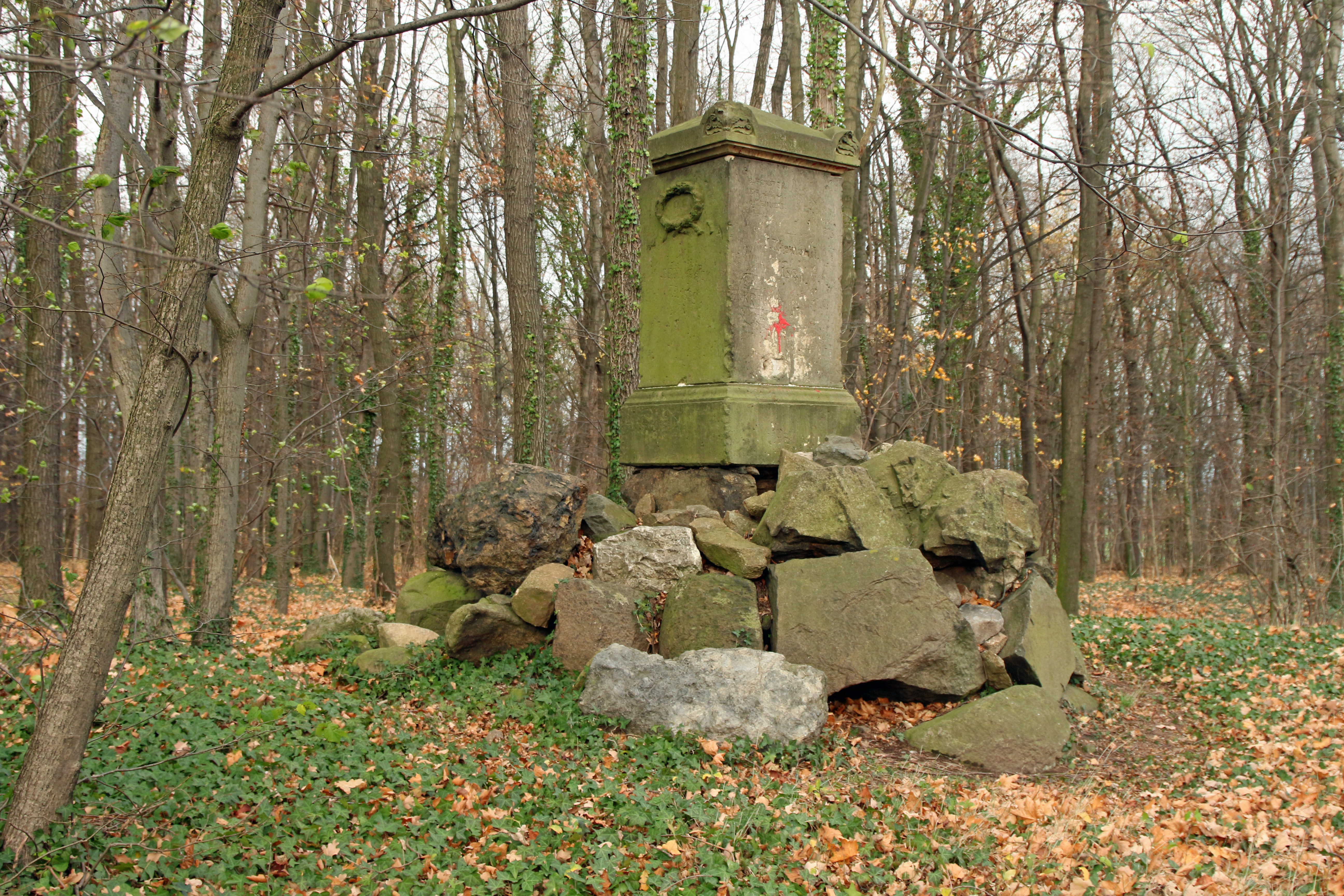
Denkmal auf dem Monumentsbusch

## Sehenswürdigkeiten
- Kirche Nostitz, 1679 geweiht, 1866 erweitert mit der Gruft der Familie von Breßler sowie des Festungskommandanten des Königsteins Karl Gottlob von Ziegler und Klipphausen (1650–1715).
- die 1883 gepflanzte Luthereiche mit Lutherstein neben der Kirche
- Schlossruine
- Rittergut Nostitz entstand nach 1813 und besitzt Tonnen- und Kreuzgewölbe.
- Monumentsbusch mit einem durch den Gutsbesitzer Graf von Breßler errichteten Denkmal aus Pirnaer Sandstein
- Storchennest auf der Esse der ehemaligen Tabaktrocknerei Trauschwitz

## Persönlichkeiten
- Adam Gottlob Schirach (1724–1773), Theologe, Bienenzüchter und Autor[10]
- Gustav Reinhold Richter (1817–1903), Reichstagsabgeordneter und Mitglied der Hamburger Bürgerschaft
- Rudi Wünsche (1925–2015), Maler, in Nostitz geboren